# Jagdgeschwader 6
A Jagdgeschwader 6 (JG 6) "Horst Wessel" foi uma unidade de combate aéreo da Luftwaffe durante a Segunda Guerra Mundial. O primeiro Geschwaderkommodore foi o Oberstleutnant Johann Kogler que foi feito prisioneiro de guerra durante a Operação Bodenplatte, quando o seu avião se despenhou, sendo capturado por forças britânicas no dia 1 de Janeiro de 1945.
Criada em Julho de 1944 a partir do que sobrava da Zerstörergeschwader 26, adoptou o nome honorífico daquela unidade de caças pesados, contudo fez uso de caças monomotor, dado que os caças-pesados nesta altura da guerra pouca eficácia tinham contra as vagas de bombardeiros e as suas escoltas.